# Leporinus niceforoi
 Leporinus niceforoi és una espècie de peix de la família dels anostòmids i de l'ordre dels caraciformes.

## Hàbitat
Viu en zones de clima tropical.

## Distribució geogràfica
Es troba a Sud-amèrica: conca del riu Orteguasa a Colòmbia.